# Округ Вилијамсон (Тексас)
Округ Вилијамсон (енгл. Williamson County) је округ у америчкој савезној држави Тексас. По попису из 2010. године број становника је 422.679.

## Демографија
Према попису становништва из 2010. у округу је живело 422.679 становника, што је 172.712 (69,1%) становника више него 2000. године.
| Група             | 2000.           | 2010.           |
| Белци             | 183.847 (73,5%) | 269.481 (63,8%) |
| Афроамериканци    | 12.790 (5,1%)   | 26.196 (6,2%)   |
| Азијати           | 6.595 (2,6%)    | 20.433 (4,8%)   |
| Хиспаноамериканци | 42.990 (17,2%)  | 98.034 (23,2%)  |
| Укупно            | 249.967         | 422.679         |